# Eupithecia degeneraria
Eupithecia degeneraria là một loài bướm đêm trong họ Geometridae.